# Communauté rurale de Taïf
La communauté rurale de Taïf est une communauté rurale du Sénégal située au centre-ouest du pays. 
Elle fait partie de l'arrondissement de Taïf, du département de Mbacké et de la région de Diourbel.